# Wiemann Möbel

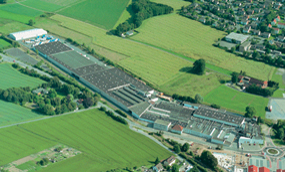
Wiemann-Werksgelände aus der Vogelperspektive (2008)

Die Oeseder Möbel-Industrie Mathias Wiemann GmbH & Co. KG (kurz Oeseder Möbel-Industrie sowie auch Wiemann Möbel) ist ein deutscher Möbelhersteller, der im Jahre 1900 von dem Tischlermeister Mathias Wiemann gegründet wurde. Sitz des Unternehmens ist Georgsmarienhütte in Niedersachsen. Wiemann Möbel stellt teilmassive und folierte Möbel sowie Einzelschränke für Schlafzimmer her. Das Familienunternehmen befindet sich in vierter Generation in Familienbesitz.

## Unternehmensgeschichte

### 1900–1939: Vom Handwerksbetrieb zur Möbelfabrik
Im Jahre 1900 machte sich Mathias Wiemann (1877–1947) als Tischlermeister selbständig und nahm in Oesede – heute einem Stadtteil von Georgsmarienhütte – in einem Arbeitsraum von nur 15 Quadratmeter Fläche die auftragsbezogene Fertigung von Einzelmöbeln wie Truhen und Anrichten auf. Der erste größere Auftrag war die Fertigung von Kirchenbänken für die katholische Kirchengemeinde St. Peter und Paul in Oesede. 1904 vergrößerte Wiemann seine Werkstatt und setzte erste motorbetriebene Maschinen ein. Nach weiterem Ausbau seines Handwerksbetriebes verfügte er 1918 über eine Belegschaft von 15 Mitarbeitern und fertigte nach wie vor Möbel für regionale Abnehmer. Spätestens ab 1925, als Mathias Wiemanns Sohn und späterer Geschäftsführer Wilhelm Wiemann ihn in der Betriebsführung unterstützte, wurde das Unternehmen über die regionalen Grenzen hinaus bekannt und lieferte Kirchenmobiliar bis nach Schleswig-Holstein und in die Niederlande.
Im Zuge des Wachstums und der Mechanisierung des Handwerksbetriebes erfolgte 1927 eine Umfirmierung der bisherigen Bau- und Möbeltischlerei zur Mathias Wiemann – Mechanische Bau- und Möbeltischlerei. Trotz der Weltwirtschaftskrise von 1929 erweiterte Wiemann das Unternehmen und stellte nach und nach auf Serienproduktion um. Im Jahre 1934 erfolgten eine weitere Umfirmierung zur Oeseder Moebel-Industrie Mathias Wiemann sowie ein Eintrag ins Handelsregister. Die zahlreichen Haushaltsneugründungen in den 1930er Jahren führten zu einer steigenden Nachfrage von Schlafzimmermöbeln. So wurden 1939 mit einer Belegschaft von 180 Mitarbeitern bereits 40 Schlafzimmereinrichtungen pro Tag produziert.

### Zweiter Weltkrieg, Nachkriegszeit
Während des Zweiten Weltkriegs wurde der Betrieb von den Nationalsozialisten zur Umstellung der Produktion auf die Kriegswirtschaft zwangsverpflichtet. Wiemanns Möbelfabrik musste nun Baracken für die Wehrmacht und den Reichsarbeitsdienst herstellen. Als die Nationalsozialisten gegen Ende des Krieges, im April 1945 das Werk zerstören wollten, damit es nicht den heranrückenden britischen Truppen „in die Hände fiel“, konnte Firmenchef Wilhelm Wiemann die geplante Sprengung der Hallen verhindern. Die an die Kriegsproduktion erinnernden Reste ließ er wegschaffen und „im Wald vergraben“.
In der Nachkriegszeit erfolgte ein rascher Ausbau des Betriebes. 1950 beschäftigte das Unternehmen rund 300 Mitarbeiter und fertigte in 11 Hallen vor allem Schlafzimmer und ein Sortiment an Tischen und Kleinmöbeln. 1954 wurde das Werk bei einer Überschwemmung infolge von langandauernden starken Regenfällen im Bereich von Oesede zerstört und anschließend wiederaufgebaut.

### Von den 1960er Jahren bis heute
In den 1960er Jahren entwickelte sich die Oeseder Möbel-Industrie zum größten Schlafzimmerhersteller Norddeutschlands und erweiterte ihr Werksgelände um weitere Fertigungshallen und sonstige Produktionseinrichtungen. 1966 trat in dritter Generation Mathias A. Wiemann in die Firmenleitung ein. Auf den neu entstandenen Fabrikationsflächen wurden ab den 1970er Jahren auch Möbel für Jugendzimmer sowie Wohnwände gefertigt. 1991 und 1992 ereigneten sich zwei Großbrände, bei denen große Teile der Montagehallen zerstört wurden. Danach wurde der Betrieb wiederaufgebaut und mit modernen Produktionseinrichtungen ausgestattet.
Seit 1998 konzentrierte sich das Unternehmen wieder auf die Fertigung von Schlafzimmern und Schranksystemen. 1999 trat in vierter Generation Markus Wiemann in die Firmenleitung ein. Im Jahr 1999 erzielte das Unternehmen einen Exportanteil von rund 30 Prozent und beschäftigte 1999/2000 in Oesede etwas über 400 Mitarbeiter.
Im Jahr 2013 produzierte Wiemann Möbel in Georgsmarienhütte-Oesede auf einem Werksgelände von 98.000 Quadratmeter Fläche ein Sortiment von ca. 140 Modellen in Serienfertigung. Mit 450 bis 500 gefertigten Schlafzimmern pro Tag gehört das Unternehmen nach eigenen Angaben zu den größten Herstellern der Branche in Deutschland.
2018 übernahm die Familie Wiemann die Firmen Loddenkemper und Femira von der hülsta-Gruppe.

## Standort
Hauptverwaltung, Produktionsstätte sowie Ausstellungsräumlichkeiten befinden sich in Georgsmarienhütte (Stadtteil Oesede), südlich von Osnabrück in Niedersachsen.

## Absatzmärkte
Als eigene Marke tritt die Oeseder Möbel-Industrie Mathias Wiemann GmbH & Co. KG nicht auf. Das Unternehmen beliefert den Fachhandel in Deutschland und exportiert zudem ins Ausland: „Wiemann-Möbel“ werden in Deutschland, Großbritannien, den Beneluxländern, Russland, Frankreich, Österreich, Schweiz, Spanien und weiteren Ländern im EU-Ausland sowie über die Grenzen der EU-Staaten hinaus vertrieben.

## Publikationen
- 100 Jahre Innovation: Oeseder Möbel-Industrie Mathias Wiemann GmbH & Co. KG. Eigenverlag, Georgsmarienhütte 2000 (Festschrift anlässlich des einhundertjährigen Bestehens des Unternehmens).
- Wiemann. 1900–2010: 111 Jahre Innovation. Eigenverlag, Georgsmarienhütte 2010 (Firmenchronik anlässlich des 111-jährigen Bestehens des Unternehmens).